# Нассау-Узинген
Нассау-Узинген — немецкое государство в Верхнерейнском округе Священной Римской империи, существовавшее с 1659 по 1806 год.
Происхождение графства лежит в средневековом графстве Вайльнау, которое было приобретено графами Нассау-Вейльбург в 1602 году. Это графство было разделено в 1629 году на линии Нассау-Вейльбург, Нассау-Идштайн и Нассау-Саарбрюккен, которые были разделены только 30 лет спустя в 1659 г.
Возникшими графствами были Нассау-Саарбрюккен, Нассау-Отвейлер и Нассау-Узинген. В начале 18 века три линии Нассау вымерли, и их преемником стал Нассау-Узинген (1721 Нассау-Идштайн, 1723 Нассау-Отвейлер и 1728 Нассау-Саарбрюккен). В 1735 году Нассау-Узинген снова был разделен на Нассау-Узинген и Нассау-Саарбрюккен. В 1797 году Нассау-Узинген унаследовал Нассау-Саарбрюккен.
17 июля 1806 года графства Нассау-Узинген и Нассау-Вейльбург присоединились к Рейнской конфедерации, обязавшись выставлять армии по 4 тыс. солдат. Под давлением Наполеона оба графства объединились в герцогство Нассау 30 августа 1806 года под совместным правлением принца Фридриха Августа Нассау-Узингенского и его младшего кузена принца Фредерика Вильгельма Нассау-Вейльбургского. Поскольку у Фридриха Августа не было наследников, он согласился, чтобы Фридрих Вильгельм стал единоличным правителем после его смерти. Однако Фредерик Вильгельм умер от падения с лестницы в замке Вейльбург 9 января 1816 года, и его сын Вильгельм стал герцогом объединённого Нассау.

## Правители
| Годы правления | Имя              | Дата рождения | Дата смерти | Связь с предшественником                      |
| -------------- | ---------------- | ------------- | ----------- | --------------------------------------------- |
| 1640/59-1702   | Вальрад          | 5-3-1635      | 17-10-1702  | сын Людвига Вильгельма Нассау-Саарбрюкенского |
| 1702-1718      | Вильгельм Генрих | 2-5-1684      | 14-2-1718   | сын Вальрада                                  |
| 1718-1775      | Карл             | 1-1-1712      | 21-6-1775   | сын Вильгельма Генриха                        |
| 1775-1803      | Карл Вильгельм   | 9-11-1735     | 17-5-1803   | сын Карла                                     |
| 1803-1816      | Фридрих Август   | 23-4-1738     | 24-3-1816   | брат Карла Вильгельма                         |